# Новозеландський кінологічний клуб
Новозеландський кінологічний клуб (англ. New Zealand Kennel Club, NZKC) — кінологічна організація в Новій Зеландії, що займається реєстрацією родову собак, стандартизацією порід. Також надає послуги з дресирування, організації виставок собак та багато інших послуг. Організація була створена в 1886 році і змінила назву в 2017 році на Dogs New Zealand. Клуб є членом Міжнародної кінологічної федерації.